# Yellel
Yellel est une commune de la wilaya de Relizane en Algérie.

## Toponymie
Dérivé du tamazight, C'est une altération des deux mots ir'zer n ilili qui signifie la rivière du Laurier-rose  qui prend sa source près de Kalaa 

## Géographie

### Toponymie
Le nom du lieu vient du berbère Ilel (signifiant « mer, lac »).

## Histoire
La ville est bâti comme presque tous les autres de la vallée du Chélif sur les ruines d'un poste romain, Ballen praesidium, dont les colons français ont achevé la destruction.
Au XIe siècle, Al-Bakri en fait déjà mention 
Centre de population créé par arrêté du 8 janvier 1859, agrandi en 1880. Il est érigé en commune de plein exercice par décret du 29 septembre 1885.
La commune est rattachée au Département de Mostaganem en 1956.

## Économie
L'économie de la ville repose sur l'agriculture notamment les arbres fruitiers (oliviers et orangers).

## Équipements
La ville accueille un centre hospitalier destiné aux personnes atteintes d'insuffisance mentale.